# Пиясюк Роман Володимирович
Рома́н Володи́мирович Пиясю́к (нар. 19 серпня 1975, м. Костопіль, Рівненська область, Українська РСР — пом. 10 березня 2015, с. Златоустівка, Волноваський район, Донецька область, Україна) — український військовослужбовець, сержант Збройних сил України. Позивний «Саня», учасник російсько-української війни.

## Життєвий шлях
Народився 1975 року в місті Костопіль на Рівненщині. Навчався у Костопільській школі № 3 та Пісківській середній школі, село Пісків Костопільського району. 1995 року закінчив Камінь-Каширське ПТУ на Волині, де здобув професію столяра.
З 3 грудня 1993 по 16 червня 1995 проходив строкову армійську службу; 19 жовтня 1995 вступив на військову службу за контрактом, яку проходив у військовій частині в Костополі. 15 лютого 1998 звільнився в запас. Працював у приватних підприємців водієм-далекобійником на вантажних перевезеннях в межах України.
У зв'язку з російською збройною агресією проти України 5 вересня 2014 призваний за частковою мобілізацією як доброволець.
Сержант, водій окремого танкового батальйону 1-ї окремої танкової бригади, в/ч А1815 (польова пошта В1688), смт Гончарівське, Чернігівська область.
10 березня 2015-го підірвався на вибуховому пристрої з «розтяжкою» — під час виконання завдання військової служби у селі Златоустівка Волноваського району. Загинув, закривши собою товариша Миколу Палія (позивний «Топограф»).
14 березня відбулося велелюдне прощання у Костополі. Похований 15 березня на кладовищі села Пісків, де проживають батьки. На могилі сержанта побратими встановили прапор із зображенням логотипу окремого танкового батальйону.
Без Романа лишилися мати Тетяна Геннадіївна, батько Володимир, донька Анастасія 1994 р.н. та син Назар 2005 р.н.

## Нагороди та вшанування
- Указом Президента України № 103/2016 від 21 березня 2016 року — «за особисту мужність і високий професіоналізм, виявлені у захисті державного суверенітету та територіальної цілісності України, вірність військовій присязі», — нагороджений орденом «За мужність» III ступеня (посмертно)[3].
- 23 серпня 2015 в Костополі відкрито Меморіал Героям України, де викарбувані імена героїв Небесної Сотні та загиблих земляків під час війни на сході країни: Віталія Ставського, Руслана Салівончика, Сергія Головчака та Романа Пиясюка.
- 1 вересня 2015 у Пісківській ЗОШ I—III ступенів відкрито та освячено меморіальну дошку Романові Пиясюку.